# Amursömnfisk
Amursömnfisk, Percottus glenii är en art i familjen Odontobutidae. Den blir ca 25 cm lång och finns inte bara i Amurfloden i Ryssland och Kina utan även i Nordkorea och norra Kina söderut till Yangtsefloden (Chang Jiang). Den är dessutom en invasiv främmande art i stora delar av Ryssland, Mongoliet och östra Europa. Närmast finns den i Finska viken, Estland, Lettland och Litauen. 2013 påträffades amursömnfisk i Donaubäckenet i Tyskland.
I augusti 2022 upptäcktes det i Finland att någon illegalt hade planterat ut amursömnfisk i en damm i Egentliga Finland. Då arten är klassificerad som en invasiv art i EU, och det är förbjudet att inneha och släppa ut arten, har Närings-, trafik- och miljöcentralen i Egentliga Finland beslutat att utrota arten, som är en glupsk rovfisk, från dammen.